# Willa Holtzego
Willa Holtzego – niezachowana willa mieszkalna, należąca do Richarda Holtze (radnego Katowic i lekarza miejskiego tego miasta), zlokalizowana przy ul. Warszawskiej 31 w Katowicach, w dzielnicy Śródmieście.
Obiekt wzniesiono około 1873, w stylu klasycyzującym, przy ówczesnej Friedrichstraße, naprzeciwko willi Grundmanna. Inne źródła podają lata 50. XIX wieku. Posiadała parter i poddasze mieszkalne oraz dwuspadowy dach. Wokół niej zlokalizowano ogród. W 1902 w miejscu willi wybudowano secesyjną kamienicę mieszkalną według projektu Maxa Grünfelda. Kamienica została wpisana do rejestru zabytków.
Willa jest często mylona z willą inżyniera Edwarda Necksa (Nacka) przy ul. Warszawskiej 29.